# FIFA-Klub-Weltmeisterschaft 2010
Die FIFA-Klub-Weltmeisterschaft 2010 (engl.: FIFA Club World Cup 2010) war die siebte Austragung dieses weltweiten Fußballwettbewerbs für Vereinsmannschaften und fand vom 8. bis 18. Dezember zum zweiten Mal in den Vereinigten Arabischen Emiraten statt. Mit Inter Mailand gewann zum vierten Mal in Folge eine europäische Mannschaft den Titel. Zudem erreichte mit TP Mazembe aus der DR Kongo erstmals ein afrikanischer Vertreter das Finale dieses Wettbewerbs.

## Modus
Gegenüber dem seit 2007 geltenden Austragungsmodus gab es keine Änderungen. Das Turnier wurde mit sieben Teilnehmern ausgetragen. Neben den sechs Siegern der kontinentalen Meisterwettbewerbe auf Klubebene aus Asien, Afrika, der CONCACAF-Zone, Südamerika, Europa und Ozeanien auch der Meister des Gastgeberlandes, der ein Ausscheidungsspiel gegen den Sieger der OFC Champions League zu bestreiten hatte. Dessen Sieger spielte mit den Vertretern Afrikas, Asiens und der CONCACAF zwei Teilnehmer am Halbfinale aus. Für dieses waren die Teams aus Europa und Südamerika wie bisher gesetzt und bestritten nur je zwei Spiele. Gespielt wurde wie gehabt im K.-o.-System. In elf Tagen fanden acht Spiele statt.

## Spielstätten
| Abu Dhabi (Mohammed-Bin-Zayed-Stadion) |

| Abu Dhabi (Zayed-Sports-City-Stadion) |

| Abu Dhabi (Mohammed-Bin-Zayed-Stadion) |

| Abu Dhabi (Zayed-Sports-City-Stadion) |

## Teilnehmer
| Klub                       | Qualifikation                     | Kontinentalverband    |
| -------------------------- | --------------------------------- | --------------------- |
| Seongnam Ilhwa Chunma      | AFC Champions League 2010         | AFC                   |
| Inter Mailand              | UEFA Champions League 2009/10     | UEFA                  |
| CF Pachuca                 | CONCACAF Champions League 2009/10 | CONCACAF              |
| Tout Puissant Mazembe      | CAF Champions League 2010         | CAF                   |
| Internacional Porto Alegre | Copa Libertadores 2010            | CONMEBOL              |
| Hekari United FC           | OFC Champions League 2009/10      | OFC                   |
| Al-Wahda                   | UAE Pro League 2009/10            | AFC (Meister der VAE) |

Anmerkungen:
1. ↑  Da der SC Internacional im Finale der Copa Libertadores auf Deportivo Guadalajara aus Mexiko traf und dieser Verein als CONCACAF-Vertreter auf Einladung am Wettbewerb teilnahm, stand der SC Internacional bereits vor dem späteren Sieg unabhängig vom Ausgang des Finals als CONMEBOL-Vertreter fest.

## Das Turnier im Überblick
| Spiel              | Datum        | Ortszeit  | Stadion                    | Mannschaft 1               | Ergebnis             | Mannschaft 2               |
| ------------------ | ------------ | --------- | -------------------------- | -------------------------- | -------------------- | -------------------------- |
| Ausscheidungsspiel | 8. Dezember  | 20:00 Uhr | Mohammed-Bin-Zayed-Stadion | Al-Wahda                   | 3:0 (2:0)            | Hekari United FC           |
| Viertelfinale      | 10. Dezember | 20:00 Uhr | Mohammed-Bin-Zayed-Stadion | Tout Puissant Mazembe      | 1:0 (1:0)            | CF Pachuca                 |
| Viertelfinale      | 11. Dezember | 20:00 Uhr | Zayed Sports City          | Al-Wahda                   | 1:4 (1:2)            | Seongnam Ilhwa Chunma      |
| Halbfinale         | 14. Dezember | 20:00 Uhr | Mohammed-Bin-Zayed-Stadion | TP Mazembe                 | 2:0 (0:0)            | Internacional Porto Alegre |
| Halbfinale         | 15. Dezember | 21:00 Uhr | Zayed Sports City          | Seongnam Ilhwa Chunma      | 0:3 (0:2)            | Inter Mailand              |
| Spiel um Platz 5   | 15. Dezember | 18:00 Uhr | Zayed Sports City          | CF Pachuca                 | 2:2 (0:1), 4:2 i. E. | Al-Wahda                   |
| Spiel um Platz 3   | 18. Dezember | 18:00 Uhr | Zayed Sports City          | Internacional Porto Alegre | 4:2 (2:0)            | Seongnam Ilhwa Chunma      |

### Finale
| Tout Puissant Mazembe                                                 | Tout Puissant Mazembe | Inter Mailand | Inter Mailand |
| --------------------------------------------------------------------- | --- | --- | ------------- |
| Tout Puissant Mazembe                                                 | \| 18. Dezember 2010, 21:00 Uhr in Abu Dhabi (Zayed-Sports-City-Stadion) \| \| Ergebnis: 0:3 (0:2) \| \| Zuschauer: 42.174 \| \| Schiedsrichter: Yūichi Nishimura ( Japan) \|                                                                               | \| 18. Dezember 2010, 21:00 Uhr in Abu Dhabi (Zayed-Sports-City-Stadion) \| \| Ergebnis: 0:3 (0:2) \| \| Zuschauer: 42.174 \| \| Schiedsrichter: Yūichi Nishimura ( Japan) \|                                                                                      | Inter Mailand |
| Tout Puissant Mazembe                                                 | Muteba Kidiaba – Joël Kimwaki, Jean Kasusula, Miala Nkulukutu, Mulota Kabangu – Mbenza Bedi, Dioko Kaluyituka (90. Ndonga Mianga), Mihayo Kazembe – Given Singuluma, Narcisse Ekanga, Ngandu Kasongo (46. Déo Kanda) Cheftrainer: Lamine N’Diaye ( Senegal) | Júlio César – Iván Córdoba, Javier Zanetti , Lúcio, Maicon, Cristian Chivu (54. Dejan Stanković) – Thiago Motta (87. McDonald Mariga), Esteban Cambiasso – Samuel Eto’o, Diego Milito (70. Jonathan Biabiany), Goran Pandev Cheftrainer: Rafael Benítez ( Spanien) | Inter Mailand |
| Tout Puissant Mazembe                                                 | 0:1 Pandev (13.) 0:2 Eto’o (17.) 0:3 Biabiany (85.) | | Inter Mailand |
| Tout Puissant Mazembe                                                 | Dioko Kaluyituka (12.), Narcisse Ekanga (33.), Mbenza Bedi (43.), Kilitcho Kasusula (84.) | Thiago Motta (79.) | Inter Mailand |
| 18. Dezember 2010, 21:00 Uhr in Abu Dhabi (Zayed-Sports-City-Stadion) | | |               |
| Ergebnis: 0:3 (0:2)                                                   | | |               |
| Zuschauer: 42.174                                                     | | |               |
| Schiedsrichter: Yūichi Nishimura ( Japan)                             | | |               |

### Kader von Inter Mailand
Folgende Spieler standen im 23-Mann-Kader von Inter Mailand:
| 1.            | Inter Mailand |
| Inter Mailand | - Tor: Luca Castellazzi (0 Spiele / 0 Tore), Júlio César (2/0), Paolo Orlandoni (-) - Abwehr: Simone Benedetti (-), Cristian Chivu (2/0), Iván Córdoba (2/0), Lúcio (2/0), Maicon (1/0), Marco Materazzi (-), Davide Santon (1/0), Javier Zanetti (2/1) - Mittelfeld: Jonathan Biabiany (1/1), Esteban Cambiasso (2/0), McDonald Mariga (1/0), Thiago Motta (2/0), Sulley Muntari (1/0), Obiora Nwankwo (-), Wesley Sneijder (1/0), Dejan Stanković (2/1) - Sturm: Denis Alibec (-), Samuel Eto’o (2/1), Diego Milito (2/1), Goran Pandev (2/1) - Cheftrainer: Rafael Benítez |

## Schiedsrichter
| Verband  | Schiedsrichter   | Assistenten                         |
| -------- | ---------------- | ----------------------------------- |
| AFC      | Ben Williams     | Rodney Allen Mohammadreza Abolfazli |
| AFC      | Yūichi Nishimura | Toshiyuki Nagi Toru Sagara          |
| CAF      | Daniel Bennett   | Evarist Menkouande Redouane Achik   |
| CONCACAF | Roberto Moreno   | Leonel Leal Daniel Williamson       |
| CONMEBOL | Víctor Carrillo  | Jonny Bossio Jorge Yupanqui         |
| OFC      | Michael Hester   | Jan-Hendrik Hintz Tevita Makasini   |
| UEFA     | Björn Kuipers    | Berry Simons Sander van Roekel      |

## Statistik
| Rang | Klub                       |
| ---- | -------------------------- |
| 1    | Inter Mailand              |
| 2    | Tout Puissant Mazembe      |
| 3    | Internacional Porto Alegre |
| 4    | Seongnam Ilhwa Chunma      |
| 5    | CF Pachuca                 |
| 6    | Al-Wahda                   |
| 7    | Hekari United FC           |

| Rang | Spieler             | Klub                       | Tore |
| ---- | ------------------- | -------------------------- | ---- |
| 1    | Mauricio Molina     | Seongnam Ilhwa Chunma      | 3    |
| 2    | Alecsandro          | Internacional Porto Alegre | 2    |
|      | Darío Cvitanich     | CF Pachuca                 | 2    |
|      | Fernando Baiano     | Al-Wahda                   | 2    |
| 5    | Mahmoud Al-Hammadi  | Al-Wahda                   | 1    |
|      | Mbenza Bedi         | Tout Puissant Mazembe      | 1    |
|      | Jonathan Biabiany   | Inter Mailand              | 1    |
|      | Cho Dong-geon       | Seongnam Ilhwa Chunma      | 1    |
|      | Choi Sung-kuk       | Seongnam Ilhwa Chunma      | 1    |
|      | Andrés D’Alessandro | Internacional Porto Alegre | 1    |
|      | Samuel Eto’o        | Inter Mailand              | 1    |
|      | Hugo                | Al-Wahda                   | 1    |
|      | Abdulrahim Jumaa    | Al-Wahda                   | 1    |
|      | Mulota Kabangu      | Tout Puissant Mazembe      | 1    |
|      | Dioko Kaluyituka    | Tout Puissant Mazembe      | 1    |
|      | Ismail Matar        | Al-Wahda                   | 1    |
|      | Diego Milito        | Inter Mailand              | 1    |
|      | Sasa Ognenovski     | Seongnam Ilhwa Chunma      | 1    |
|      | Goran Pandev        | Inter Mailand              | 1    |
|      | Dejan Stanković     | Inter Mailand              | 1    |
|      | Tinga               | Internacional Porto Alegre | 1    |
|      | Javier Zanetti      | Inter Mailand              | 1    |

## Ehrungen

### „adidas“ Goldener Ball
Der „Goldene Ball“ für den besten Spieler des Turniers ging an den Kameruner Samuel Eto’o von Inter Mailand. Der „Silberne Ball“ ging an den Kongolesen Dioko Kaluyituka vom Finalisten Tout Puissant Mazembe und der „Bronzene Ball“ an den Argentinier Andrés D’Alessandro von SC Internacional.

### FIFA-Fair-Play-Trophäe
Auch den Fair-Play-Preis für sportlich korrektes Auftreten auf und außerhalb des Rasens konnte sich Titelträger Inter Mailand sichern.